# Château de Fagnolle
Le château de Fagnolle (parfois orthographié Fagnolles, basé sur l'ancienne orthographe du nom du village) est un château fort médiéval classé en ruine, situé en Wallonie dans la province de Namur (Belgique) près du village de Fagnolle dans la commune de Philippeville.
Il s'agit de l'un des rares châteaux forts de Wallonie implanté en plaine.

## Situation
Le château se situe à environ 500 m en contrebas et au nord-ouest du village de Fagnolle, au bout de la rue de l'Hospiteaux. Les douves entourant le château sont alimentées par un petit ruisseau provenant du village qui se raccorde à la rive gauche du ruisseau des Grands Viviers, un affluent de l'Eau Blanche. Le château se trouve en terrain marécageux, à la limite de la Fagne et de la région calcaire de la Calestienne à une altitude d'environ 170 m.

## Histoire
Érigée sur une motte castrale à la fin du XIIe siècle, cette place forte médiévale est un des rares exemples de château fort de plaine de la région. Il était censé défendre la trouée de l'Oise et était une terre franche aux confins de la Principauté de Liège. La première mention d'un sire de Fagnolle, Hugues Ier de Rumigny, remonte à 1249. Ensuite, le domaine revient à la maison de Rumigny Florennes dès le XIIIe siècle puis à celle d'Enghien et, en 1441, à la famille de Barbençon. Le château fort est partiellement démantelé en 1555 par les troupes de Guillaume le Taciturne, prince d'Orange puis devient la propriété de la famille de Ligne au début du XVIIe siècle avant d'être abandonné en 1659.
Les ruines font l'objet de classements en 1970, 1973 et 1976. À fin du XXe siècle, la propriété est acquise par Luc Lowagie qui tente de restaurer tant bien que mal les ruines avec l'ASBL les Amis du Château de Fagnolle. Le bien est ensuite vendu au Suédois Rolf Nordstrom en janvier 2007 pour un montant de 350 000 euros. La Fondation Roi Baudouin acquiert la propriété en 2016 pour la somme de 80 000 euros avec pour but de préserver le site et en assurer, à terme, l’ouverture au public. Il n'est donc pas possible actuellement de visiter le château.

## Description
La forteresse est bâtie en pierres calcaires extraites de carrières de la région (Calestienne). Il s'agit d'une construction en carré dont les côtés sont longs d'environ 35 m. Chaque angle était renforcé par l'érection d'une tour ronde. La tour sud comptant encore quatre niveaux est la mieux conservée. La tour nord est à moitié écroulée tandis que les deux autres ont seulement conservé leur base. L'entrée se fait (se faisait) par le côté sud-est où un pont-levis franchissait les premières douves qui baignent le pied des murailles après avoir été reconstituées durant les années 1970. 
Le château était aussi défendu par de secondes douves et une seconde enceinte qui entouraient plus périphériquement le château. Ces secondes douves sont encore visibles sous la forme de fossés recouverts par la végétation et, çà et là, quelques murets effondrés de cette seconde enceinte sont encore visibles.

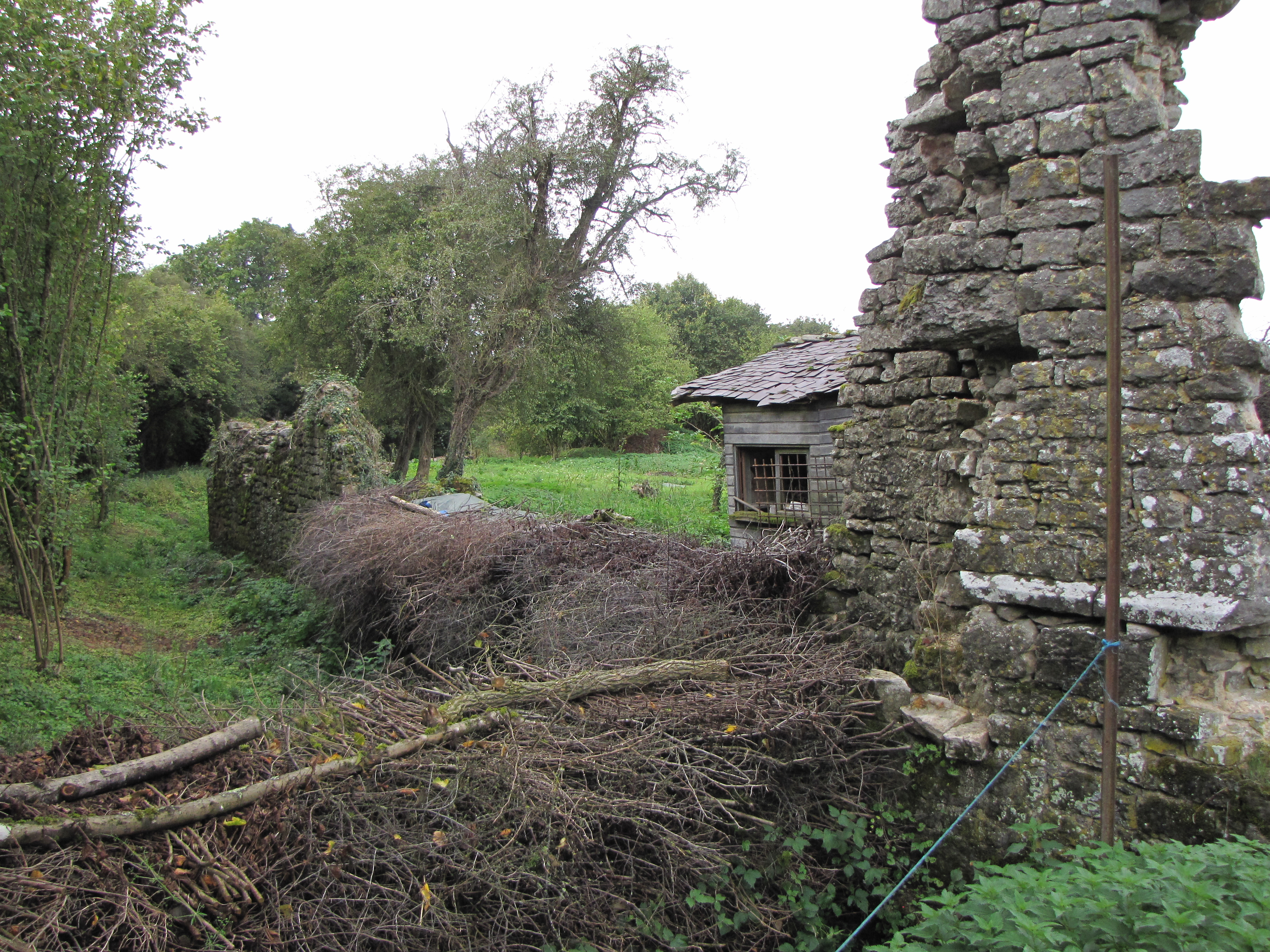
Pans de la seconde enceinte